# 蔵春院
蔵春院（ぞうしゅんいん）は、静岡県伊豆の国市にある曹洞宗の寺院。

## 歴史
1439年（永享11年）、上杉憲実の開基である。憲実は関東管領で鎌倉公方足利持氏に仕えていた。しかし持氏は京都の幕府に反抗的だったため、第6代将軍足利義教は持氏追討令を発し、憲実に持氏討伐を命じた。憲実は大いに逡巡したが、結局持氏を攻め、自害に追い込んだ（永享の乱）。
戦後、憲実は幾ら幕命に基づく公的な反乱鎮圧とはいえ、自分の直接の主君である持氏を死なせたことに自責の念を感じ、出家して持氏の菩提を弔う寺を創建することになった。

## 交通アクセス
- 田京駅より徒歩25分。